# USS LST-272
O USS LST-272 foi um navio de guerra norte-americano da classe LST que operou durante a Segunda Guerra Mundial.